# ريوهي ميتسوبيشي
ريوهي ميتسوبيشي (باليابانية: 道渕 諒平) (مواليد 16 يونيو 1994)، هو لاعب كرة قدم كان يلعب كلاعب وسط.

## وصلات خارجية
- ريوهي ميتسوبيشي على موقع الاتحاد الأوربي (الإنجليزية)
- ريوهي ميتسوبيشي على موقع رابطة كرة القدم اليابانية للمحترفين (اليابانية)
- ريوهي ميتسوبيشي على موقع دوري كوريا الجنوبية (الإنجليزية)
- ريوهي ميتسوبيشي على موقع قاعدة بيانات كرة القدم.إي يو (الإنجليزية)
- ريوهي ميتسوبيشي على موقع Soccerway.com (الإنجليزية)
- ريوهي ميتسوبيشي على موقع عالم كرة القدم.نت (الإنجليزية)